# HMVS Lonsdale
HMVS Lonsdale – australijski torpedowiec II klasy zbudowany w 1884 dla Victorian Naval Forces, a w późniejszym czasie, już po powstaniu Australii jako państwa, przekazany Commonwealth Naval Forces i ostatecznie Royal Australian Navy. Po zakończeniu służby został zatopiony.

## Historia
„Lonsdale”, bliźniaczy torpedowiec „Nepean” i większy torpedowiec „Childers” zostały zamówione przez rząd ówczesnej kolonii Wiktorii w 1882 w celu obrony kolonii przed inwazją francuską lub rosyjską której się wówczas bardzo obawiano.
Torpedowiec został zamówiony w stoczni John I. Thornycroft & Company, miał 67 stóp długości, 7,6 stóp szerokości i do 3,25 stóp zanurzenia (20 × 2,31 z 0,99 m). Napęd stanowił silnik sprzężony o mocy 150 IHP dający prędkość maksymalną do 17 węzłów. Torpedowiec charakteryzował się bardzo niską wolną burtą, jego podstawową cechą była nie tyle prędkość maksymalna, ale raczej bardzo niska sylwetka sprawiająca, że był trudny do zauważenia. Załogę stanowiło siedmiu marynarzy – dwóch palaczy, dwóch mechaników, sternik, jeden marynarz obsługujący torpedy i dowódca łodzi.
„Lonsdale” początkowo wyposażony był w jedną minę wytykową i dwie torpedy przewożone na pokładzie oraz dwa karabiny maszynowe Hotchkiss. W późniejszym czasie zrezygnowano z miny wytykowej.
„Lonsdale” i „Nepean” przybyły do Wiktorii na pokładzie SS „Port Darwin” 7 lipca 1884. W 1904 zostały przekazane powstałym wówczas Commonwealth Naval Forces, a w 1911 zostały przekazane dla RAN-u. W 1912 obydwa okręty zostały wystawione na sprzedaż, ale nie znalazły nabywców. Z okrętów ściągnięto całe wyposażenie i silniki i ich puste kadłuby zostały pozostawione własnemu losowi na grzęzawiskach na Swan Island. Planowano także użyć ich jako celów ćwiczebnych dla krążownika HMAS „Encounter”.
W 1983 w na terenie Queenscliff, który został odzyskany z morza znaleziono kadłub torpedowca będącego najprawdopodobniej pozostałościami po „Lonsdale”. Do 2010 odsłonięto tylko nadbudówkę okrętu.